# Kręciołki
Kręciołki (ang. Twirlywoos, 2015) – brytyjski serial animowany dla dzieci. Tworzony jest za pomocą animacji poklatkowej.
Polska premiera odbyła się 18 czerwca 2016 roku w stacji CBeebies.

## Opis
Program dla przedszkolaków, którego bohaterami są bardzo dociekliwe Kręciołki, które przybyły z bardzo daleka. Cztery barwne, ptakopodobne istoty odkrywają nowy, fascynujący świat.